# Liechtenstein az 1996. évi nyári olimpiai játékokon
Liechtenstein az egyesült államokbeli Atlantában megrendezett 1996. évi nyári olimpiai játékok egyik részt vevő nemzete volt. Az országot az olimpián 2 sportágban 2 sportoló képviselte, akik érmet nem szereztek.

## Atlétika
Női
| Versenyszám    | 100 m gát | 100 m gát | Magasugrás | Magasugrás | Súlylökés | Súlylökés | 200 m | 200 m | Távolugrás | Távolugrás | Gerelyhajítás | Gerelyhajítás | 800 m      | 800 m      | Végeredmény | Végeredmény   |               |
| Versenyszám    | Idő       | Pont      | Eredmény   | Pont       | Eredmény  | Pont      | Idő   | Pont  | Eredmény   | Pont       | Eredmény      | Pont          | Idő        | Pont       | Pont        | Helyezés      |               |
| -------------- | --------- | --------- | ---------- | ---------- | --------- | --------- | ----- | ----- | ---------- | ---------- | ------------- | ------------- | ---------- | ---------- | ----------- | ------------- | ------------- |
| Manuela Marxer | Hétpróba  | 13,90     | 993        | 162 cm     | 759       | 13,46 m   | 758   | 25,05 | 882        | nem indult | nem indult    | nem indult    | nem indult | nem indult | nem indult  | nem ért célba | nem ért célba |

## Cselgáncs
Női
| Versenyszám | Selejtező         | Nyolcaddöntő        | Negyeddöntő       | Elődöntő          | Vigaszág első kör | Vigaszág negyeddöntő | Vigaszág elődöntő | Bronz- mérkőzés   | Döntő             | Helyezés |     |
| Versenyszám | Ellenfél Eredmény | Ellenfél Eredmény   | Ellenfél Eredmény | Ellenfél Eredmény | Ellenfél Eredmény | Ellenfél Eredmény    | Ellenfél Eredmény | Ellenfél Eredmény | Ellenfél Eredmény | Helyezés |     |
| ----------- | ----------------- | ------------------- | ----------------- | ----------------- | ----------------- | -------------------- | ----------------- | ----------------- | ----------------- | -------- | --- |
| Birgit Blum | Váltósúly         | Yael Arad (ISR) · V | kiesett           | kiesett           | kiesett           |                      |                   |                   |                   |          | 20. |